# رافال غجيب
رافال غجيب (بالبولندية: Rafał Grzyb)‏ هو لاعب كرة قدم بولندي في مركز الوسط، ولد في 16 يناير 1983 في Jędrzejów, Świętokrzyskie Voivodeship ‏ في بولندا. لعب مع غورنيك وانشنا وياغيلونيا بياويستوك.

## وصلات خارجية
- رافال غجيب على موقع قاعدة بيانات كرة القدم.إي يو (الإنجليزية)
- رافال غجيب على موقع Soccerway.com (الإنجليزية)